# Les 101 Dalmatiens (film, 1961)
Pour les articles homonymes, voir Les 101 Dalmatiens (homonymie).
Vous lisez un « article de qualité » labellisé en 2012.  Il fait partie d'un « thème de qualité ».
Série Classiques d'animation Disney
La Belle au bois dormant
(1959) Merlin l'Enchanteur
(1963)
Série Les 101 Dalmatiens
Les 101 Dalmatiens 2
(2003)
Pour plus de détails, voir Fiche technique et Distribution.
Les 101 Dalmatiens (One Hundred and One Dalmatians) est le 21e long-métrage d'animation et le 17e « Classique d'animation » des studios Disney. Sorti en 1961, il est l'adaptation du roman éponyme de Dodie Smith The One Hundred and One Dalmatians (1956).
Ce film est le premier à avoir utilisé la technique de la xérographie en animation qui allonge la liste des innovations techniques des studios Disney. Sans ce procédé, le film n'aurait jamais vu le jour étant donné le nombre de chiens à animer. Le film innove aussi en se déroulant à l'époque contemporaine (on y regarde la télévision) et s'éloigne de la recherche du réalisme pour les personnages humains. Le film est enfin marqué par son « méchant », caricatural et haut en couleur, Cruella d'Enfer, qui éclipse les autres personnages.
Un remake en prises de vue réelles — le second, après Le Livre de la jungle (1994), d'une série de films produits par Walt Disney Pictures à partir de ses propres « Classiques » — est réalisé en 1996, Les 101 Dalmatiens, où Glenn Close joue Cruella d'Enfer. Suivent les 102 Dalmatiens en 2000, la série TV animée Les 101 Dalmatiens, la série (1997-1998) et le second long-métrage Les 101 Dalmatiens 2 : Sur la trace des héros (2003). Un spin-off en prise de vue réelles, Cruella, centré sur sa jeunesse, sort en 2021 avec Emma Stone dans le rôle principal.

## Synopsis

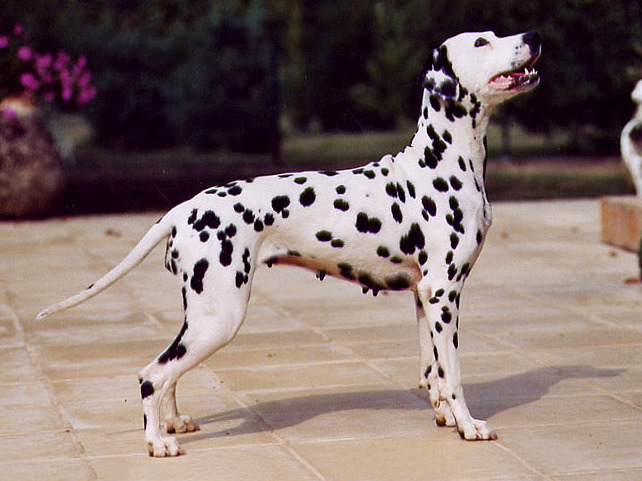
Un dalmatien femelle.

Dans sa garçonnière londonienne, Roger Radcliff, un musicien célibataire, compose au piano tandis que son dalmatien Pongo paresse au bord d'une fenêtre. Le désordre règne dans la maison. À la fenêtre, Pongo regarde les femmes passer avec leur chien en espérant trouver deux compagnes — une pour son maître et une pour lui — quand il aperçoit une belle dalmatienne, Perdita, conduite par une jeune femme prénommée Anita. Pour tenter de les retrouver, il incite son maître à sortir au parc, sous prétexte qu'il est 17 heures passées.
Au parc, Pongo cherche à attirer l'attention de Roger et d'Anita en emmêlant sa laisse et celle de Perdita, ce qui vaut au couple de finir dans une mare. Quelque temps après, Roger et Anita se marient, et vivent en couple heureux pendant une certaine période, au cours de laquelle Perdita attend des chiots. Mais un jour, la maison reçoit la visite de Cruella d'Enfer, une amie d'école d'Anita qui ne jure que par les vêtements en fourrure, et sur laquelle Roger a composé une chanson ironique sur l'affreux caractère et l'aspect terrifiant. La future portée suscite la convoitise de Cruella dont la dernière lubie est d'avoir un manteau en fourrure de chiots dalmatiens. Elle voit alors les chiens, admire leur fourrure et projette de s'en faire un somptueux manteau. Perdita s'inquiète pour ses futurs chiots, mais Pongo la rassure. Et un soir, Perdita donne naissance à une portée de quinze chiots. Mais l'un des chiots semble mort-né et Roger tente de le sauver en le frottant dans une serviette. Le chiot est réanimé et gagne le nom de Lucky. Le même soir, Cruella arrive et demande à acheter les chiots, mais Roger refuse et Cruella repart en furie, jurant qu'elle allait obtenir ce qu'elle voulait.
Quelques semaines plus tard, Cruella engage les frères Jasper et Horace Badun pour kidnapper les chiots. Les Badun, profitant du fait que le couple et leurs chiens soient absents, vont donc au domicile des Radcliff, où ils sont arrêtés par Nanny, la bonne de Roger et Anita. Malgré leurs maladresses, les Badun réussissent à dérober les 15 chiots de Pongo et Perdita. Roger et Anita contactent Scotland Yard, mais l'agence ne parvient pas à trouver les voleurs ou les animaux. Pongo et Perdita utilisent alors l’aboiement nocturne, un canal de communication canin pour demander de l'aide et retrouver leurs chiots.
Le message est transmis de chien en chien jusque dans la campagne anglaise où Colonel, un bobtail, et ses amis, le cheval gris Capitaine et le chat Sergent Tibbs, retrouvent les chiots au castel d'Enfer, la demeure familiale de Cruella d'Enfer, parmi d'innombrables autres chiots dalmatiens achetés ou volés. Tibbs découvre que les chiots vont être transformés en fourrure et demande au Colonel d'informer rapidement Londres en retour. Pongo et Perdita reçoivent le message et quittent Londres immédiatement.
Pendant ce temps, Cruella ordonne aux Badun de tuer les chiots durant la nuit avant que la police ne les découvre. Tibbs décide donc de sauver les chiots seul pendant que Jasper et Horace regardent la télévision. Mais l'émission s'achève avant que Tibbs ait réussi à sauver les chiots. Par chance, c'est à ce moment que Pongo et Perdita surviennent au castel d'Enfer. Ils brisent une fenêtre et attaquent les Badun, tandis que le Colonel et Tibbs guident les chiots en dehors de la maison.
Heureux d'avoir retrouvé leurs chiots, Pongo et Perdita réalisent qu'il y en a des douzaines qui ne sont pas les leurs. Choqués par les intentions de Cruella, ils décident d'accueillir les autres chiots, certains que Roger et Anita les accepteront. La troupe s'engage sur le chemin du retour vers Londres, aidée d'abord par un colley qui leur propose de passer la nuit dans une laiterie, puis par un labrador noir que le colley avait alerté, et qui les attendait dans un village. Mais Cruella et les Badun pourchassent les dalmatiens. Dans ce même village, les chiens se couvrent de suie pour cacher leurs taches et ressembler à des labradors, afin de se soustraire à l'attention de Cruella, puis grimpent dans une camionnette partant vers Londres. Mais au moment où les derniers chiots s'apprêtent à gagner le camion, de la neige commence à tomber des toits des maisons, et les chiots perdent leurs suie. Cruella s'aperçoit finalement de la supercherie, et de fureur fonce avec sa voiture de sport à la poursuite de la camionnette, et essaie de la pousser à plusieurs reprises dans les falaises, ce qui se retourne contre elle ; sa voiture percute le pont de plein fouet et s'engouffre au fond du ravin sous la neige. Cruella parvient très rapidement à redémarrer son imposante voiture, gravit le ravin entier, détruit un arbre sur le chemin au prix de la carrosserie et, folle de rage accélère à l'extrême pour détruire le camion transportant les chiots. De leur côté les Badun dans leur propre camionnette tentent de stopper celle avec les chiots, mais ils percutent la voiture de Cruella. Elle est propulsée sur un arbre puis tombe avec la camionnette des Badun dans un ravin.
De retour à Londres, Roger et Anita fêtent Noël après que la chanson de Roger au sujet de Cruella a eu un certain succès. Mais leurs chiens leur manquent quand des aboiements se font entendre au-dehors. Nanny ouvre la porte et une meute envahit la maison. Le couple est heureux de ce retour, malgré un excédent de 84 chiots. Il décide alors d'utiliser les revenus de la chanson pour acheter une plus grande maison de campagne pour leurs 101 dalmatiens.

## Fiche technique
- Titre original : One Hundred and One Dalmatians
- Titre français : Les 101 Dalmatiens
- Réalisation : Clyde Geronimi, Wolfgang Reitherman et Hamilton Luske
- Scénario : Bill Peet d'après le roman de Dodie Smith
- Conception graphique :
  - Direction artistique : Ken Anderson
  - Conception des personnages : Bill Peet et Tom Oreb
  - Stylisme couleur : Walt Peregoy
  - Cadrage (Layout) : Don Griffith, Enri Nordli et Collin Campbell (superviseurs),  assistés de Basil Davidovich, McLaren Stewart, Vance Gerry, Joe Hale, Dale Barnhart, Ray Aragon, Sammie June Lanham, Victor Haboush, Dick Ung, Homer Jonas et Al Zinnen
  - Décors : Al Dempster, Ralph Hulett, Anthony Rizzo et Bill Layne
- Animation :
  - Supervision : Milt Kahl, Frank Thomas, Marc Davis, Ollie Johnston, John Lounsbery et Eric Larson
  - Animation des personnages : Hal King, Les Clark, Cliff Nordberg, Blaine Gibson, Eric Cleworth, John Sibley, Art Stevens, Julius Svendsen, Hal Ambro, Ted Berman, Bill Keil, Don Lusk, Dick Lucas et Amby Paliwoda
  - Effets spéciaux : Jack Boyd, Dan McManus, Ed Parks et Jack Buckley
- Procédé technique : Ub Iwerks et Eustace Lycett
- Son : Robert O. Cook (supervision)
- Montage : Donald Halliday et Roy M. Brewer Jr. (film), Evelyn Kennedy (musique)
- Musique : George Bruns
  - Chansons : Mel Leven (Cruella De Vil, Dalmation Plantation et Kanine Krunchies)
  - Orchestrations : Franklyn Marks
- Production : Ken Peterson
- Société de production : Walt Disney Pictures
- Société de distribution : Buena Vista Pictures Distribution
- Pays d'origine :  États-Unis
- Langue originale : anglais
- Format : Couleurs - 1,37:1 (1,75:1 étendu) - son mono (RCA Sound System)
- Durée : 79 minutes
- Budget : environ 4 millions de USD[1]
- Dates de sorties : 
  - États-Unis : 25 janvier 1961
  - France : 20 décembre 1961

Sauf mention contraire, les informations proviennent des sources suivantes : Leonard Maltin, John Grant, Pierre Lambert, et IMDb

## Distribution

### Voix originales
- Rod Taylor : Pongo
- Cate Bauer : Perdita
- Betty Lou Gerson : Cruella De Vil (Cruella d'Enfer) / Miss Birdwell
- Ben Wright : Roger Radcliffe
- Bill Lee : Roger Radcliffe (voix chantée)
- Lisa Davis : Anita Radcliffe
- Martha Wentworth : Nanny / Lucy / Queenie
- J. Pat O'Malley : Jasper / Colonel (le Colonel)[7],[8]
- Frederick Worlock : Horace / Inspector Craven (l'inspecteur Craven)[7],[8]
- Dave Frankham : Sgt. Tibbs (le sergent Tibbs)
- Thurl Ravenscroft : Captain (le Capitaine)
- Tudor Owen : Towser (Grognard)
- Tom Conway : Collie (le colley) / Quizmaster (Présentateur du quiz)
- George Pelling : Danny (danois)
- Junius Matthews : Scottie (Puce)
- Barbara Beaird : Rolly
- Mickey Maga : Patch
- Sandra Abbott : Penny
- Mimi Gibson : Lucky
- Mary Wickes : Freckles (Biscotte)
- Barbara Luddy : Rover
- Rickie Sorensen : Spotty
- Paul Frees : Dirty Dawson
- Ramsay Hill : Labrador (le labrador) / Television Announcer (le présentateur télé)
- Queenie Leonard : Princess (la vache Princesse)
- Marjorie Bennett : Duchess (la vache Duchesse)
- Sylvia Marriott : 4th cow (4e vache)
- Lucille Bliss : TV Commercial Singer (la chanteuse du spot publicitaire)
- Jeanne Bruns : Radio singer (la chanteuse radio)
- Paul Wexler : Mechanician (le mécanicien)
- Basil Ruysdael : Truck driver (le conducteur du camion)
- Neville Phillips : Priest (le prêtre)
- Voix additionnelles : Max Smith, Bob Stevens, Lisa Daniels, Helene Stanley, Don Barclay, Dal McKennon

### Voix françaises
- Roger Carel : Pongo (dalmatien)
- Sophie Leclair : Perdita (dalmatien)
- Lita Recio : Cruella d'Enfer
- Roger Rudel : Roger Radcliffe
- Jean Cussac : Roger Radcliffe (chant)
- Claude Chantal : Anita Radcliffe
- Henriette Marion : Nanny
- Claude Bertrand : Jasper
- Paul Bonifas : Horace
- René Blancard : l'inspecteur Craven
- Jacques Berlioz[NB 1] : le Colonel (bobtail)
- Pierre Morin[NB 1] : le sergent Tibbs (chat)
- Fernand Rauzena : le Capitaine
- Duncan Elliott : Collie / l'animateur
- Georges Atlas : Danny
- Marie-Martine : Rolly / Lucky / Penny / Biscotte / autres chiots (dalmatiens)
- Dominique Collignon-Maurin : Rover / Spotty / autres chiots (dalmatiens)
- Pierre Leproux : le labrador
- Michel Gudin : le présentateur télé
- Hélène Tossy : Lucy (l'oie) / la vache Princesse
- Claude Daltys : Miss Birdwell / la vache Queenie
- Madeleine Duhau : la vache Duchesse
- Gérald Castrix : M. Simpkins
- Catherine Welch : la chanteuse du spot publicitaire
- Michèle Conti : la chanteuse radio
- Maurice Pierrat : le mécanicien
- Jean-Roger Caussimon : le prêtre

Sources : Carton DVD.

## Distinctions

### Récompenses
- BAFTA Awards 1962 : Meilleur film d'animation

## Sorties cinéma
Sauf mention contraire, les informations suivantes sont issues d'IMDb.

### Premières nationales
- États-Unis : 25 janvier 1961
- Argentine : 6 juillet 1961
- Japon : 21 juillet 1961
- Royaume-Uni : 25 juillet 1961
- Espagne : 21 septembre 1961
- Australie : 8 octobre 1961
- Italie : 30 novembre 1961
- Finlande : 15 décembre 1961
- Allemagne de l'Ouest : 19 décembre 1961
- France : 20 décembre 1961
- Mexique : 21 décembre 1961
- Danemark, Norvège, Suède : 26 décembre 1961
- Allemagne : 23 mars 1995

### Ressorties principales
- États-Unis : 22 janvier 1969 ; 9 juin 1979 ; 20 décembre 1985 ; 12 juillet 1991
- Japon : 27 juin 1970 ; 18 juin 1981 ; 19 juillet 1986 ; 20 juillet 1991 ; 18 mars 1995
- Italie : 18 décembre 1970 ; 13 décembre 1981 ; 7 avril 1995
- France : 13 décembre 1972 ; 3 décembre 1980 ; 1er avril 1987 ; 5 avril 1995
- Finlande : 21 décembre 1979 ; 14 avril 1995
- Allemagne de l'Ouest : 28 mars 1980
- Suède : 10 avril 1987
- Danemark : 24 mars 1995
- Norvège : 1er mai 2002

## Sorties vidéo
- 5 avril 1992 - VHS (Québec) avec recadrage 4/3 et doublage français d'origine
- 3 février 1996 - VHS avec recadrage 4/3 (plein écran)
- 3 février 1997 - LaserDisc avec format cinéma
- 9 mars 1999 - VHS (Québec) avec recadrage 4/3
- 12 avril 2000 - DVD avec recadrage 4/3
- 5 mars 2008 - DVD Édition Collector avec recadrage 4/3
- 8 août 2012 - DVD simple et DVD double contenant sa suite Les 101 Dalmatiens 2 : Sur la trace des héros
- 8 août 2012 - Blu-ray simple et Blu-ray double contenant sa suite, Les 101 Dalmatiens 2 : Sur la trace des héros

## Origine et production
À la sortie du film La Belle au bois dormant (1959), l'échec commercial d'un film ayant coûté plus de 6 millions de dollars a choqué Walt Disney qui n'imaginait pas cela possible. Des rumeurs circulaient sur le fait que le studio arrêterait les longs métrages. En 1956, Walt Disney avait décidé d'arrêter la production de courts métrages, pour se concentrer sur les longs métrages et la télévision. Il déclare toutefois à la sortie de La Belle au bois dormant prévoir la sortie d'un long métrage tous les deux ans, période qu'il pense être la capacité d'absorption du public, ajoutant que deux productions sont en cours. La première est une histoire sur des chiens, Les 101 Dalmatiens, la seconde sur l'enfance du roi Arthur, Merlin l'Enchanteur (1963).

### Le scénario
Les 101 Dalmatiens est inspiré d'un roman de Dodie Smith, The One Hundred and One Dalmatians (1956), publié en feuilleton sous le nom The Great Dog Robbery dans le magazine Woman's Day et adapté par Bill Peet. C'est un ami commun à Walt Disney et Dodie Smith, tous deux cynophiles, qui attira l'attention de Disney sur l'histoire de Smith,. Pierre Lambert nomme cet ami commun Jack Warner, président de Warner Bros.. Le studio achète les droits en juin 1957. L'œuvre de Dodie Smith est liée à sa vie personnelle : après la mort d'un dalmatien nommé Pongo appartenant à son mari Alec Beesley, le couple acquiert deux dalmatiens nommés Folly et Buzz. Le couple de dalmatiens donne naissance en 1943 à quinze chiots dont l'un semble mort-né, mais Alec parvient à le ranimer. Mais comme l'écrit Robin Allan, le film doit avant tout à Bill Peet pour le scénario et Ken Anderson pour le graphisme. Walt Disney, une fois les droits d'adaptation achetés, demande à Peet de travailler sur le scénario et à Anderson de réaliser le film pour un budget de 3 millions d'USD.
Né dans l'Indiana, Peet partageait avec Walt Disney le goût de la campagne. Conjuguant un talent d'humoriste à une capacité de créer des personnages ancrés dans la réalité et proches de la terre, il profite du désengagement de Disney des longs métrages d'animation pour prendre seul la responsabilité du scénario.
Tout en utilisant des procédés techniques et scénaristiques initiés sur les précédentes productions, Les 101 Dalmatiens se distingue par plusieurs particularités et innovations. L'une de ces particularités est d'être le premier long-métrage à adopter le point de vue narratif des animaux (ici des chiens),, et non des humains, comme dans les précédents films. Ainsi, Dumbo (1941) est une histoire contée par un humain, même si les humains y sont quasiment absents, à l'instar de Bambi (1942). Pour étayer cette affirmation, Robin Allan précise qu'il est difficile au début du film de comprendre que le narrateur est le chien Pongo. Le scénario compte aussi plusieurs idées ingénieuses telles que la représentation comique du dicton « tel chien, tel maître ».
Une autre particularité est qu'il se déroule dans un présent proche [de la sortie du film], à Londres et dans sa banlieue, (cf. Présence de la télévision). Côté scénario, c'est l'un des « Disney » les moins musicaux, car il ne repose pas sur des chansons et se différencie par le fait qu'il n'use pas de rebondissements du genre vaudeville. Par rapport au roman de Dodie Smith, Bill Peet a supprimé le mari de Cruella d'Enfer et renommé le couple Dearly (Roger et Anita) en Radcliff,. Le plus grand changement est la fusion des deux chiennes des Dearly en un seul personnage : dans l'histoire originale, les Dearly ont une chienne nommée Missis qui met bas 15 chiots, puis recueillent une chienne abandonnée nommée Perdita, qui aide Missis à élever une partie de ses chiots,. Peet a renommé Missis en Perdita, nom qu'il préfère, et supprimé le second personnage,. Il en va de même avec les deux servantes du couple, Nanny Cook et Nanny Butler, qui ne forment plus qu'une chez Disney.
La scène du mariage, dans laquelle les chiens prononçaient les mêmes vœux que leurs maîtres, a d'abord été revue en raison d'un avis consultatif du Central Board of Film Certification qui jugeait le rapprochement entre les animaux et les humains potentiellement offensant. La version modifiée, « digne de Las Vegas », sans assistance et les chiens demeurant à l'extérieur, a finalement été abandonnée. Une première fin voyait Roger, devenu riche grâce à sa dernière chanson, racheter le manoir de Cruella, mais Peet décida finalement d'arrêter l'histoire en amont. Les nombreuses scènes du voyage de Pongo et Perdita jusqu'au manoir de Cruella ont été résumées à une simple course dans la campagne.

### Choix techniques
Le film reprend des techniques des débuts du studio telles que les maquettes, inaugurées avec Pinocchio en 1940 (cf. Département des maquettes). La scène mouvementée de collision entre les deux véhicules utilise des maquettes filmées comme pour de l'animation en volume. Les maquettes des voitures blanches aux angles soulignés de traits noirs, ont été filmées puis, après le processus de xérographie, les cellulos ont été peints comme n'importe quel autre dessin. De même, les photostats tournés en pré-production ont servi de support aux esquisses des animateurs pour la conception des personnages (et non comme support pour la xérographie ou la production).

#### Un graphisme moins réaliste
Le film utilise un concept proposé par Ken Anderson : les décors sont composés d'aplats de couleurs tandis que détails et contours sont appliqués sur des celluloïds placés par-dessus. L'accentuation du trait associée à des couleurs sans relief s'harmonise au traitement graphique des personnages. Ken Peterson, directeur du département animation, écrit le 21 mai 1958 à Walt Disney pour l'informer des expérimentations de Ken Anderson sur le style des décors. Un décor nocturne et champêtre de Walt Peregoy dissocie ainsi les sillons d'un champ, les pierres d'un pont ou les lignes soulignant le courant d'une rivière. Allan indique que le style de Ken Anderson s'apparente à celui du dessinateur britannique Ronald Searle, les deux dessinateurs étant devenus amis après une visite de Searle au studio le 16 juillet 1957 avec sa femme Kaye Webb. Cette rencontre a permis d'enrichir le film d'éléments topographiques de Londres et de la campagne anglaise en hiver, tout en s'inspirant, d'après Allan, du trait humoristique et spirituel de Searle. De plus, ce style propose une solution alternative aux problèmes graphiques des précédentes productions en étant « très linéaire, mais rafraîchissant ». Sean Griffin parle de son côté d'un style « moins réaliste ».
Le graphisme est également à l'origine de plusieurs éléments scénaristiques, comme la scène des chiots couverts de suie, la scène d'introduction ou l'accident de Cruella. D'autres particularités graphiques découlent d'un choix personnel, telle l'absence d'iris dans les yeux de Pongo en dehors des scènes en gros plan.

#### La xérographie
Sans cette nouvelle technique, le film n'existerait pas à cause de la difficulté à animer les 6 469 952 taches de dalmatiens (Pongo en compte 72, Perdita 68, en moyenne 32 pour les 99 chiots, soit un total de 3 308 taches). C'est pourquoi on trouve peu de tigres dans les productions Disney précédentes en raison de la difficulté à animer les rayures.
Le procédé de la xérographie permet une animation à moindre coût, par la photocopie des dessins sur des cellulos, au lieu d'un décalquage manuel à l'encre,,. Dans les années 1950, Ub Iwerks, responsable des procédés spéciaux de production, expérimente avec la société Xerox des outils d'aide à l'animation,, basés sur des plaques photographiques chargées électriquement. En 1959, Iwerks modifie une caméra de façon à transférer les crayonnés des animateurs sur des cellulos, supprimant l'encrage tout en « préservant la spontanéité des dessins et permettant une économie budgétaire importante ». Les animateurs peuvent dessiner des petits groupes de chiots dupliqués par la caméra. D'après Michael Barrier, Max Fleischer dépose un brevet dès décembre 1936 (publié en 1938) pour un procédé similaire. Le studio Disney a déjà utilisé pour Pinocchio des « cellulos techniques » mais Xerox a permis d'industrialiser le procédé. Le premier usage du procédé Xerox est attesté pour une forêt d'épineux dans La Belle au bois dormant,. Selon John Grant, « sans le génie d'Iwerks, ce film avec 101 dalmatiens n'aurait jamais vu le jour, à une époque où les autres studios évitaient d'animer un seul représentant de cette race canine à cause des difficultés techniques, mais aussi à une époque où ils réduisaient les étapes [d'animation] pour dessiner directement sur le film final [la bobine]. »
À la suite de l'échec commercial de La Belle au bois dormant, Walt Disney demande que son studio fasse des économies dans la production du prochain film. Ken Anderson propose la xérographie pour les personnages et les décors, contre l'avis de Walt Disney. Ce dernier rechigne à abandonner le tracé des contours à l'encre au pinceau, en noir et aussi en couleur, qui fait la qualité du studio. Ken Anderson calcule qu'il réduirait de moitié le budget d'un film en éliminant l'encrage manuel et Walt Disney change d'avis. Le procédé Xerox rend possible de voir rapidement la production des animateurs. La contrepartie du procédé est le retour des contours noirs des personnages, pratiqués dans les années 1920 par Disney.

### La musique
À la différence de beaucoup d'autres films d'animation Disney, Les 101 Dalmatiens ne compte que peu de chansons,. John Grant en dénombre quatre, Leonard Maltin trois : Cruella d'Enfer (Cruella De Ville) qui n'est pas chantée en entier, le jingle de la publicité Kanine Krunchies et La Maison du rêve (Dalmatian Plantation), qui ne contient que deux phrases. David Koenig précise qu'à la différence des précédentes productions, la musique et les paroles ont été composées non par un tandem, mais par Mel Leven seul. Il a réalisé trois versions de la chanson Cruella : la première évoquant la création de Cruella dans un cimetière, la seconde était un non-sens mais, juste avant d'aller aux studios présenter ses créations, Leven a eu l'idée de réécrire la chanson dans un style blues, ce qui fut fait en 45 min. Leven a écrit deux autres chansons qui ne furent pas utilisées : l'une était une chanson pour Horace et Jasper, sous l'effet de l'alcool, intitulée Don't Buy a Parrot from a Sailor, l'autre une marche militaire du Colonel pour mettre au pas les chiots à leur retour vers Londres, intitulée Cheerio, Goodbye, Tootle-oo, Hip Hip.
Le générique utilise une présentation très inventive avec une série de taches noires se transformant en une dizaine de chiots ou illustrant de façon appropriée les différents intervenants. Ainsi elles deviennent des notes de musique pour le compositeur George Bruns, l'écran est éclaboussé pour le layout, coloré pour le département Encre et couleurs, tandis qu'une machine à écrire apparaît pour le scénario.
Les chansons du film sont :
- Cruella d'Enfer (Cruella De Ville)[NB 2],[40] - Roger
- Kanine Krunchies - Soliste
- La Maison du rêve (Dalmatian Plantation) - Roger et chœurs

### Les personnages

#### Les chiens

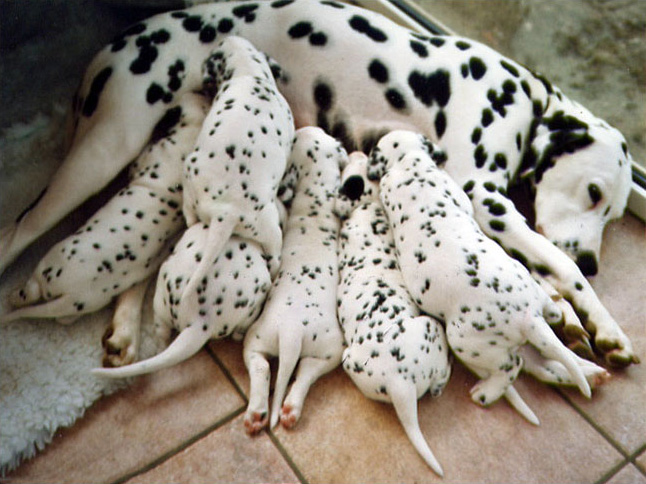
Des chiots dalmatiens à la tétée.

Le film comporte plusieurs chiens, les deux principaux étant Pongo et Perdita, deux dalmatiens adultes réunis par leurs maîtres respectifs Roger et Anita, les deux couples vivant des idylles parallèles. Ils constituent une représentation idéale des chiens de compagnie, avec une pointe d'anthropomorphisme lorsqu'ils s'expriment et agissent. Les deux dalmatiens font ainsi preuve de courage et de force, quand cela s'avère nécessaire, mais aussi d'une intelligence que Cruella et ses sbires sous-estiment à leurs dépens. Leur animation a été confiée à Milt Kahl, Ollie Johnston et Frank Thomas.
Pongo est en théorie le vrai héros du film et fait aussi office de narrateur durant la séquence d'ouverture, même s'il est éclipsé par Cruella. Pongo est un chien civilisé sous plusieurs aspects, partageant de nombreux traits avec son maître Roger,. Ils trouvent l'amour ensemble, sont très paternalistes et protecteurs. Toutefois Pongo semble plus humain que Roger car il utilise son maître et provoque la rencontre avec Anita afin de pouvoir vivre sa propre romance avec Perdita.
Perdita est plus calme que son conjoint et montre des émotions plus larges. Elle se fie à ses intuitions. Elle a principalement été animée par Ollie Johnston. Ce dernier a avoué, selon les souvenirs de son ami Frank Thomas, avoir eu énormément de mal à finir et être satisfait de deux scènes particulières : la scène où Perdita se cache quand Cruella vient réclamer les chiots nouveau-nés et que Roger tente de la réconforter et la scène où Perdita découvre le rapt des chiots et laisse cours à son chagrin maternel.
Les chiots, au nombre de 99, sont officiellement tous différents mais Grant n'en compte que sept ayant une personnalité un peu développée. Ils ont été animés par Eric Larson et Hal King. Six sont les petits de Perdita et Pongo, nommés Rolly, Patch (litt. « Rustine »), Penny, Lucky (« Chanceux »), Freckles (« Tache de rousseur ») et Pepper (« Poivre »). Le septième nommé Rover est celui (ou celle) qui, interrogé par le sergent Tibs, lui explique la situation. Un huitième nom est mentionné mais il semble que cela soit un surnom, « Spotty » (« Tacheté »). Rolly est souvent affamé quelle que soit la situation, Lucky est fasciné par la télévision, Patch est le chiot que sa mère reprend pour son langage. Pour les chiots de Perdita et Pongo, ceux avec des colliers rouges sont des mâles et les bleus des femelles, en référence à la couleur des colliers de leurs parents.
Les autres chiens sont le Colonel, un bobtail qui manque d'organisation, et les chiens hurlant à la nuit : Danny le danois d'Hampstead, Prissie la chienne afghane, Coco le caniche, Towser et Lucy, ainsi qu'un labrador et un colley. Danny est le plus proche de la maison de Pongo et Perdita, tandis que c'est grâce aux recherches dans la campagne du labrador et du colley que les chiots sont retrouvés mais aussi à Towser et Lucy qui sont proches du Colonel. Le labrador est à l'origine de la ruse de Pongo qui couvre les chiots de suie pour camoufler leurs taches de dalmatiens. Le Colonel a été animé par John Lounsbery. En raison de ses yeux presque toujours cachés par ses poils, l'élément le plus expressif de ce personnage canin est sa gueule.
Plusieurs chiens de La Belle et le Clochard (1955) sont visibles dans la scène de l'« Aboiement du soir » (Twilight Bark), dont Peg et Bull le bouledogue de la fourrière, puis Lady et Clochard eux-mêmes.

#### Les humains

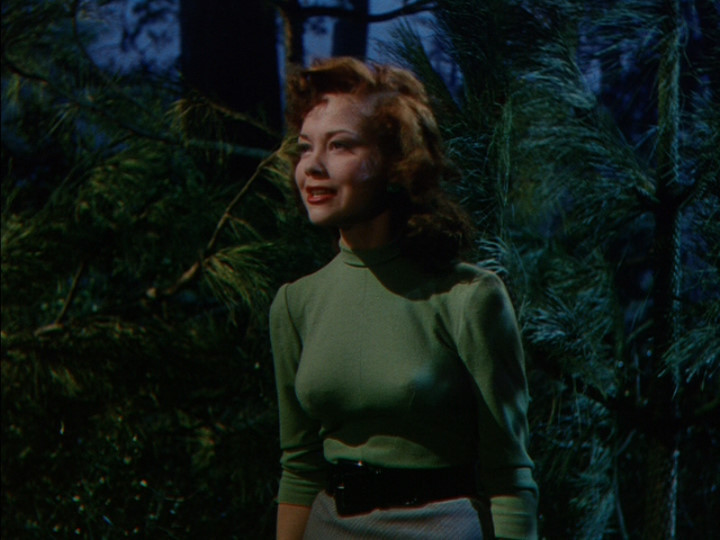
Helene Stanley dans Les Neiges du Kilimandjaro (1952).

Le film reprend le principe, déjà utilisé dans La Belle et le Clochard, d'animaux substituts des humains mais sans recherche de réalisme photographique, une nouveauté pour les studios. C'est même un retournement de situation après les efforts faits depuis Blanche-Neige, où le réalisme des personnages humains était le « principal objet de préoccupation de Disney », jusqu'à La Belle au bois dormant, qui devait « atteindre le réalisme ultime ». Cette recherche de réalisme avait été critiquée, le public souhaitant que Disney revienne à des personnages « cartoonesques », plutôt que de tenter d'imiter les films en prises de vue réelle. Les 101 Dalmatiens use donc de caricatures tant pour les personnages humains que pour les animaux, ainsi les genoux et les coudes n'ont pas les positions exactes telles qu'enseignées par les livres d'anatomie. Thomas et Johnston expliquent que cet usage modéré de la caricature des visages et des corps facilite, de plus, l'animation. Si le résultat est parfaitement adapté au style léger des 101 Dalmatiens, il aurait néanmoins été désastreux pour La Belle au bois dormant.
Suivant la méthode de production remontant à Blanche-Neige et les Sept Nains (1937), un film avec acteurs a été tourné pour aider les animateurs dans l'animation des personnages. Dans ce film, Helene Stanley joue Anita et Mary Wickes incarne Cruella, (aucune des deux ne donna cependant sa voix aux personnages, contrairement aux films précédents).

##### Roger, Anita et Nanny
Roger et Anita Radcliff, selon le principe du « tel chien, tel maître », partagent des traits physiques et de caractère avec leur animal de compagnie respectif. Comme Pongo, Roger possède un cou allongé et une mâchoire carrée, forme amplifiée par le fait qu'il fume la pipe. À l'inverse, Perdita a été conçue pour avoir les postures et les gestes féminins de sa maîtresse Anita. Elle partage aussi son caractère calme. Roger donne une impression de laisser-aller qui pourrait faire dire, selon John Grant, « qu'il a besoin qu'une femme s'occupe de lui ». Il possède toutefois une impétuosité et une générosité d'esprit, et peut comme son chien Pongo être courageux. Il est en proie à une lutte intérieure quand il refuse l'offre de Cruella de manière brutale alors qu'il est d'habitude poli et obéissant.
Le caractère organisé et pratique d'Anita est le complément idéal pour Roger l'étourdi. Anita est animée dans la grande tradition de Disney, par Milt Kahl : une très belle femme sans sensualité excessive. Pour Grant, elle est « la femme idéale dans le voisinage de chaque homme […] la plus féminine des personnages Disney, une femme et non une jeune fille, [dont] la personnalité est basée sur son intelligence et non sa beauté. » Bien que Roger soit le génie créatif, elle possède l'esprit le plus analytique du couple. Les deux amoureux sont convaincants sans être mémorables. Ils ont été traités de manière réaliste afin d'accentuer l'authenticité de l'affection qu'ils portent envers leurs animaux.
L'employée des Radcliff, Nanny Cook ou simplement Nanny, est à la fois la cuisinière (« Cook ») et la nounou (« Nanny ») des chiots. Petite et rondouillarde (elle possède des traits communs avec les fées-marraines de La Belle au bois dormant), elle démontre de grandes compétences lorsqu'il s'agit d'aider Perdita à mettre bas ses chiots. Le côté comique du personnage n'a pas été développé car le film ne s'y prêtait pas.

##### Cruella d'Enfer

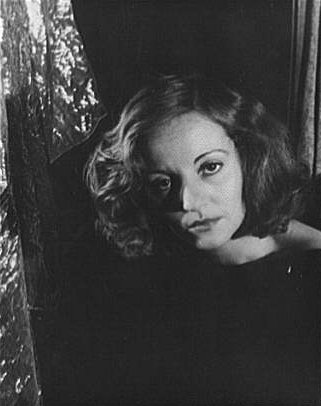
Tallulah Bankhead en 1934.

Cruella d'Enfer est la « méchante » du film qui souhaite se faire un manteau de fourrure avec la peau des jeunes dalmatiens,,. Dans l'œuvre originale de Dodie Smith, Cruella est la fille gâtée, blasée et inconsidérée d'une riche famille mais pour le film, le personnage a été développé par Bill Peet pour le rendre plus flamboyant, dangereux et néanmoins comique. L'auteur original, Dodie Smith, s'était inspiré de plusieurs personnes, dont une actrice, pour créer un méchant comique et une créatrice de mode pour son excentricité et son caractère explosif. John Grant précise que l'actrice en question est Tallulah Bankhead, dont certaines excentricités ont été reprises dans le film.
Cruella d'Enfer conçue par Ken Anderson, qui en a défini le style, le graphisme ainsi qu'une série d'attitudes, est animée par Marc Davis,,,. Son visage est un mélange de masque mortuaire et d'illustration de mode. Elle réagit uniquement de façon émotionnelle, diabolique mais non calculatrice. Grant ajoute que c'est une méchante mais pas une sorcière, un monstre d'aujourd'hui sans pouvoir magique, ce que confirme l'actrice Betty Lou Gerson qui lui prête sa voix et trouvait le personnage intéressant car c'est « une grande dame horrible, la seule méchante qui n'use pas de magie et que tout le monde peut croiser car elle est réelle ».
Pour Christopher Finch, elle constitue le méchant le plus sophistiqué [de Disney], l'élément de réussite du film. Pour Grant, elle est l’épitomé du personnage de l'« Homme qui a toujours raison » développé par Alfred Elton van Vogt dans Une belle brute (1962) et des auteurs comme Colin Wilson : quoi qu'elle fasse, Cruella ne se remet pas en question. Même quand c'est sa folle conduite qui la pousse dans le fossé, elle traite ses comparses d'idiots. Ce n'est jamais sa faute. Elle se déplace dans chaque scène comme une vedette faisant son entrée devant une foule enthousiaste. De manière caricaturale, sa cigarette, plantée au bout d'un porte-cigarettes immense qu'elle agite en permanence et laissant toujours derrière elle une traînée de fumée, souligne ses propos ou ses gestes.
Malgré son apparence proche de la Reine-sorcière dans Blanche-Neige et les Sept Nains (1937) et de Maléfique dans La Belle au bois dormant (1959), décrites par Sean Griffin comme « des femmes asexuées ayant des vêtements couvrant l'intégralité de leur corps, un visage aux traits forcés et acérés, en opposition avec la rondeur et la douceur de ceux des héroïnes, souligné par du maquillage et des ombres autour des yeux », Cruella ne porte pas les mêmes vêtements. Pour John Grant, elle partage avec Maléfique, un style, une personnalité intense et plus développée. Marc Davis indique dans une interview avec A. Eisen que Cruella fut plus simple à animer car elle interagit avec les personnages autour d'elle, au contraire de Maléfique qu'il a aussi animée. Olly Johnston et Frank Thomas écrivent que le jeu du personnage doit aussi beaucoup à la voix intimidante de Betty Lou Gerson et à la stimulation du jeu de Mary Wickes, qui a montré les possibilités [de combiner] une angularité décharnée à une douceur lisse et sophistiquée. Le visage angulaire et osseux est aussi évoqué par Leonard Maltin, repris par Sean Griffin. Grant écrit que Cruella est la première d'une longue série de méchants comiques créés par le studio Disney. Sa personnalité explosive et son comportement excentrique, ainsi que sa compulsion pour les fourrures que peu de gens peuvent partager, en font un personnage fascinant et drôle, sans que son côté menaçant ne soit perdu.

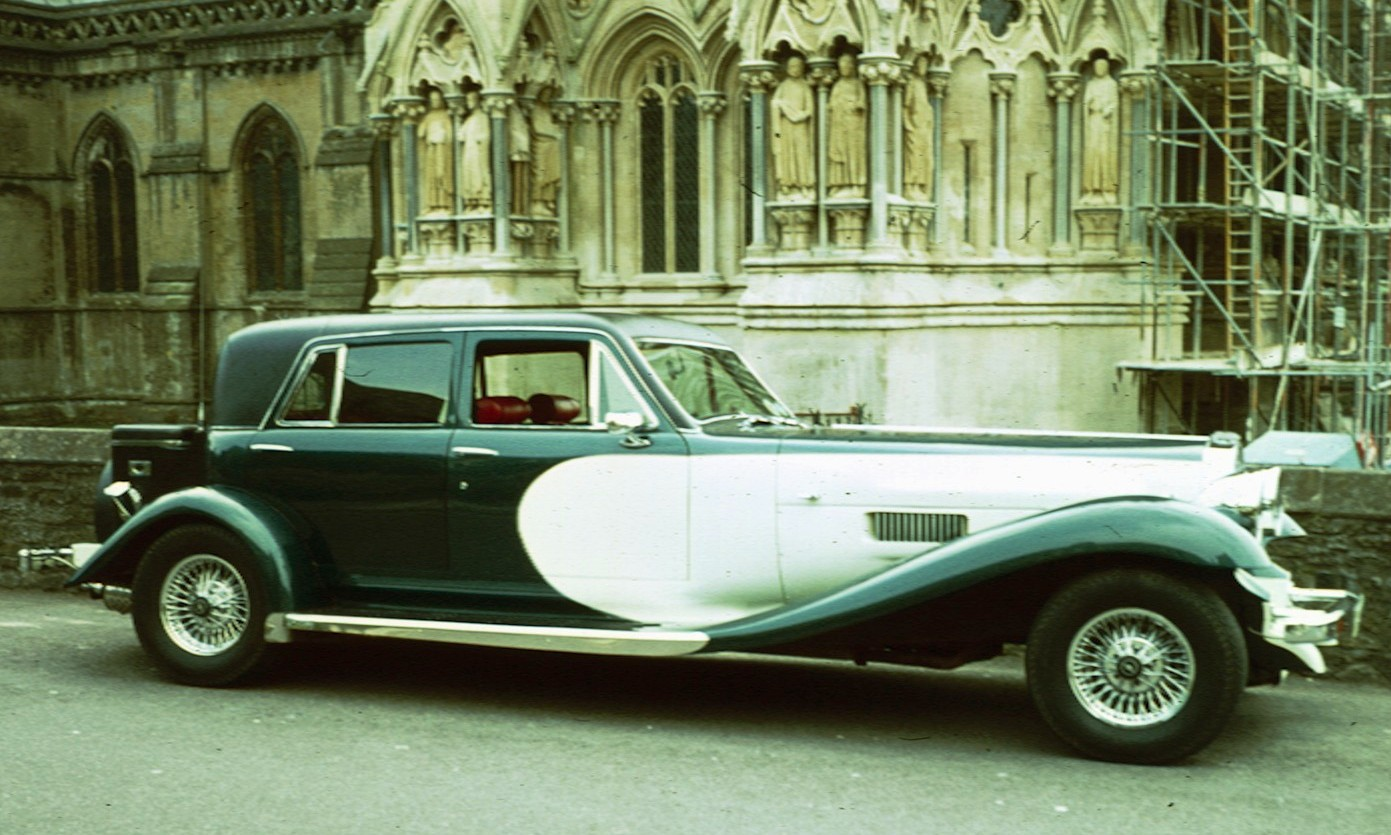
Une Panther De Ville V12 (1976).

Le nom anglais de Cruella d'Enfer, Cruella De Vil, est un jeu de mots : De Vil = « devil » (« démon » ou « diable » en anglais). Elle détient les chiots dans un ancien manoir nommé « Castel d'enfer » (« Hell Hall » en VO). Contrairement au film de 1996 avec Glenn Close, la voiture que conduit Cruella dans le dessin animé n'est pas une Panther De Ville, même si elle y ressemble. Cette voiture ne fut produite et commercialisée que douze ans plus tard, de 1974 à 1985. Pour la scène de l'accident, Bill Peet avait prévu quatre situations possibles : rouler sur une plaque de verglas, dévaler une colline, percuter un camion ou un arbre. Le choix fut tellement difficile qu'il utilisa finalement les quatre.

#### Les autres personnages
Cruella est accompagnée de deux comparses, les frères Horace et Jasper Badun, animés par John Lounsbery. Ils forment un duo comique : l'un plus réfléchi que l'autre, l'un grand et maigre, l'autre petit et gros. Sans Cruella, ils se seraient limités à une « simple » vie de magouilles et larcins. Leur stupidité est accentuée par le retour à la caricature et au grotesque, telle qu'une forme de plasticité molle de leur corps. Cette approche caricaturale a permis de développer leurs personnalités et leurs rôles. La stupidité accrue et le manque d'agressivité d'un des deux Baduns ont également permis d'introduire des éléments scénaristiques dans les scènes où ils apparaissent. Ils sont un contrepoint humoristique réussi à Cruella en dévoilant le juste degré de stupidité nécessaire.
Durant la scène où Pongo cherche un conjoint à la fois pour lui et son maître, une galerie de couples chiens-maîtres se succède sur le concept « tel chien, tel maître » poussé à l'extrême avec par exemple la chienne afghane, nommée Prissie, et sa maîtresse artiste.
Le film comporte aussi d'autres animaux : le Capitaine (un cheval), le sergent Tibs (un chat), et trois vaches nommées Queenie, Princess et Duchess. Le Capitaine, Tibs et le Colonel aident les chiots à s'échapper de la demeure de Cruella, principalement grâce aux griffes de Tibs juché sur le Capitaine qui décoche une ruade aux deux voleurs. On peut aussi évoquer les animaux et les humains apparaissant à la télévision : Thunderbolt et sa Némésis, Dirty Dawson, et les participants à l'émission préférée des voleurs What's My Crime, le présentateur du quiz modelé d'après un film de pré-production avec Paul Wexler, Miss Birdwell, M. Simpkins, l'Inspecteur Craven et le héros Percival Fauncewater.

## Sortie et accueil
Il a fallu au total trois années et 300 personnes pour réaliser le film. Malgré son style graphique s'éloignant de la sophistication souhaitée par Walt Disney, le public a bien accueilli le film, qui récolta plus que les 4 millions d'USD dépensés pour la production,,. Michael Barrier donne le chiffre de 3,642 millions d'USD, soit moins que les deux tiers de La Belle au bois dormant. Neal Gabler annonce que le film a récolté 6,2 millions d'USD.
Les critiques sont même les meilleures depuis Pinocchio (1940) : C. A. Lejeune écrit ainsi dans The Observer le 31 mars 1961 que « le film est le meilleur de Disney depuis longtemps […] [avec] un ton ferme, spirituel et entraînant. » Dilys Powell, dans le Sunday Times du même jour, évoque « la renaissance de Disney, innovant à nouveau […] [avec] des mouvements restant dans le cadre, élaborés, décoratifs et enthousiastes ». Time Magazine évoque « le plus charmant, le moins prétentieux des longs métrages Disney jamais réalisés […] l'une des meilleures choses produites cette année pour le meilleur ami du chien ». Le New York Herald Tribune note que « c'est dans la province de l'humour sophistiqué que M. Disney fait une arrivée tardive mais bienvenue. Le film se présente avec des impressions de comédie britannique d'espionnage mais sans jamais perdre à un seul moment un attrait pour la jeunesse. » Howard Thompson, dans le New York Times, écrit qu'avec la présence de Cruella, Blanche-Neige et les Sept Nains ressemble à Pollyanna (1960) : « Imaginez une Tante Polly sadique dessinée par Charles Addams avec une base de Tallulah Bankhead. »
En revanche, Richard Mallet, dans le magazine satirique Punch du 3 avril 1963, écrit que le film manque de sentimentalité, tandis que Brenda Davis dans le Monthly Film Bulletin mentionne que « l'écueil principal des films Disney réside dans le manque de goût, […] le thème offrant des possibilités infinies de sentimentalité a été traité avec énormément de discrétion. »
Conjointement à la sortie du film, un livre-disque raconté par Ginny Tyler a été édité par Walt Disney Records dans la série Storyteller Series. Une édition avec livre en diorama a été publiée en 1963 dans la série Disneyrama puis une seconde version narrée par Robie Lester a été éditée en novembre 1965. Une nouvelle version a été éditée au milieu des années 1990 avec des CD.
Thomas et Johnston notent que le film a eu un succès encore plus important et inattendu au Japon, indiquant que ce type d'écart arrive régulièrement.
Le film est ressorti aux États-Unis en juillet 1979 juste avant la comédie spatiale Un cosmonaute chez le roi Arthur. Il ressort à nouveau durant l'été 1991 et c'est la seule production du studio pour cette période qui eut un certain succès, malgré des titres tels que Dick Tracy (1990), Quoi de neuf, Bob ? et Les Aventures de Rocketeer (1991). La fin de cette même année 1991 est toutefois marquée par la sortie de La Belle et la Bête, qui marque après La Petite Sirène (1989) le début du second âge d'or des studios Disney.

## Analyse
Pour John Grant, la meilleure critique que l'on puisse faire du film est qu'il n'y a aucune critique, la preuve étant que Richard Schickel ne mentionne pas le film dans The Disney Version (1968). Le film fait partie des longs métrages d'animation de Disney utilisant des animaux domestiques comme base, l'un des deux principaux thèmes avec les contes de fées. Le film plait au public, ainsi que ses chansons, mais il n'est pas exempt de problèmes. Son succès est plus important que le bien plus ambitieux La Belle au bois dormant, sorti deux ans auparavant. David Koenig relève quelques incohérences telles que le couple rencontré dans le parc alors qu'il partait dans la direction opposée quelques minutes plus tôt devant l'appartement, la montre de Roger qui disparaît dans la scène où il joue du piano et à nouveau dans celle près de l'étang, ou encore son chapeau qui revient sur sa tête après avoir été perdu dans sa course folle, lorsqu'il est traîné par Pongo.
C'est le second film de Disney centré sur les chiens, après La Belle et le Clochard (1955), mais Les 101 Dalmatiens ne comporte pas de chiens méchants, ni de chats ou de rats mal intentionnés, au contraire, tous les animaux sont bons et seul l'homme est habité des sentiments mauvais. À l'instar du film Le Monde de Nemo (2003) qui a popularisé les poissons-clowns quarante ans plus tard, Les 101 Dalmatiens a provoqué un engouement pour cette race de chiens.

### Un nouveau style graphique
Pour Maltin, le générique du film est très imaginatif et ingénieux et, à la différence de beaucoup d'autres dessins animés Disney, le film parvient à conserver ces qualités tout le long de son déroulement. Pour Christopher Finch, le début du film empli d'amour est un peu lent et le rythme ne s'accélère qu'avec l'arrivée de Cruella d'Enfer, pour ne plus retomber. Douglas Brode note un fait étrange dans les productions Disney des années 1950 et 1960, plusieurs films débutent par un plan général de Londres suivi d'un mouvement de caméra plongeant : Alice au pays des merveilles, Peter Pan, Mary Poppins et Les 101 Dalmatiens. Maltin note toutefois que la version des 101 Dalmatiens est plus stylisée et caricaturée que celle de Peter Pan.
Graphiquement, le film n'est pas alourdi par les tentatives de dupliquer la réalité et se révèle par l'exagération de la réalité. Il forme un tout qui fonctionne à son rythme. Pour Brode, Les 101 Dalmatiens permet d'abandonner le style plus pesant des longs métrages de contes de fées pour un style plus léger, une animation plus contemporaine. Ce style plus coloré et graphiquement plus esquissé à dessein avait été bien accueilli par le public avec La Belle et le Clochard (1955).
Pour Robin Allan, le film permet de ressentir un changement dans l'équipe d'artistes à l'œuvre dans les studios Disney. Les employés sont presque les mêmes, 40 des 58 animateurs ont travaillé sur les films précédents, l'exception la plus marquante étant le départ d'Eyvind Earle. Allan associe cela au manque d'investissements de Walt Disney et cite Ken Anderson qui déclare qu'il a effectué la plupart de son travail quand Walt était absent. Pour Michael Barrier, les 101 Dalmatiens n'ont pas réussi à raviver l'intérêt de Walt pour l'animation, préférant le parc à thème Disneyland et c'est Bill Peet qui comble cette absence en étant le seul scénariste du film, une première sur un long-métrage de Disney. Cette liberté graphique a été appréciée entre autres par Marc Davis, animateur responsable de Cruella, et Ray Aragon, artiste de layout. Mais Walt Disney n'aimait pas cet usage des lignes, et critiquait la trop forte stylisation du film. Walt aurait déclaré à son retour d'Europe devant Ken Anderson et des animateurs que le studio ne devait plus refaire ce genre de chose […] [qui] effaçait la frontière entre personnages et décors. Ainsi c'est Wolfgang Reitherman, l'un des trois réalisateurs des 101 Dalmatiens, qui devient l'homme fort du département Animation du studio, et qui prend seul la réalisation du long-métrage suivant, Merlin l'Enchanteur (1963),. Le départ des animateurs continue avant même la sortie du film, avec par exemple le départ de Marc Davis, animateur de Cruella, pour WED Entreprises où il conçoit l'attraction Nature's Wonderland.

### Images populaires
Pour Steven Watts, le film est beaucoup plus modeste que ses prédécesseurs et offre un agréable retour au royaume animal avec la charmante histoire d'un couple marié, leurs adorables chiens et une histoire de détective héroïque poursuivant des voleurs de chiens. Patrick D. Murphy écrit que Les 101 Dalmatiens présente deux variations du standard Disney, la première en présentant des personnages qui se sauvent eux-mêmes et la présence d'une famille hétérosexuelle « normale », sans dysfonction. Pour le premier point, Murphy explique que le personnage en crise, humain ou non, est habituellement chez Disney sauvé par un autre personnage, les deux n'ayant aucune évolution ou développement significatif, le mariage des princesses n'étant pas un changement. Pour le second point, Murphy note que la famille présentée n'est pas si normale car le mariage est un moyen pour le mâle, humain ou canin, de prouver qu'il est la force motrice derrière la maternité. Le personnage méchant est au contraire typique du standard Disney, une femme autonome, puissante, « sauvage », suffisante et cupide. Robin Allan indique que le personnage de Nanny reprend l'image de la fée marraine (sans pouvoir magique) déjà présente dans Cendrillon et La Belle au bois dormant.
Pour Watts, le film défend les vertus de la famille confrontées à l'infamie et la méchanceté,. Brode note que le film, tout comme la séquence Pecos Bill de Mélodie Cocktail (1948), comporte un message anti-tabac et il indique que dans le film de pré-production les acteurs ne fument pas. L'image de Cruella est aussi pour Brode une caricature d'une détestable riche excentrique, un message anti-capitaliste. Le message à la fin du film est que l'argent des Radcliff ne leur permet pas d'acheter une grande maison mais la nourriture pour leur centaine de chiens.
Murphy indique quant à lui que le film comporte plusieurs stéréotypes à l'encontre des femmes, Perdita ou Nanny n'ont ainsi voix au chapitre que dans l'intérêt des petits. Les vaches, autres figures féminines, n'ont qu'une fonction, nourrir les petits chiens affamés. À l'opposé, Cruella, la femme indépendante, est capable de cruauté mais aussi de vol. Ces éléments renforcent la vision patriarcale et androcentrique et côtoient la défense des animaux présentés comme tués pour la production alimentaire, la fourrure ou les cosmétiques. Pinsky va plus loin et considère que le message du film est qu'une femme seule, indépendante et sans désir de fonder une famille, est probablement à la fois folle et mauvaise. Pour Lynda Haas, Elizabeth Bell et Laura Sells dans From Mouse to Mermaid, le film Les 101 Dalmatiens fait partie des six films de Disney dans lesquels la domination des femmes par l'homme et des humains sur la nature sont apparents, en lien avec les propos sur l'écoféminisme développés par Karen J. Warren. Les autres films sont Le Livre de la jungle (1967), Les Aventures de Bernard et Bianca (1977) et sa suite Bernard et Bianca au pays des kangourous (1990), La Petite Sirène (1989) et La Belle et la Bête (1991).
Pour Mark Pinsky, Les 101 Dalmatiens est un film qui doit être apprécié par les activistes de la protection des animaux pour son soutien à leur cause. Son impact pour le PETA peut être comparé à celui de Bambi (1942) pour les militants du contrôle des armes à feu. William McReynolds, dans Walt Disney in the American Grain, voit dans le personnage de Cruella d'Enfer, un nom étranger pour les Américains, un traître aux valeurs familiales américaines, telles que l'innocence et la cordialité. Pour lui, Cruella est une représentation de la dépravation ultime, un membre dissipé de la Jet Set avec un visage en tête de mort, une vie de famille éclatée et un comportement séducteur.

### Impact du procédé Xerox
La création en 1959 du procédé de xérographie a eu un impact sur les films du studio Disney et leur aspect. L'avantage du procédé est qu'un film avec un animal tacheté (et bien plus qu'un) a été rendu possible,. Mais la contrepartie a été une révolution dans le style de l'animation, un style plus abstrait que la ligne fine alors en usage,. Les personnages ont un aspect plus crayonné et l'usage du procédé de Xerox a permis pour la première fois d'avoir une unité graphique entre les personnages et les décors, décors qui utilisent aussi le même procédé. Le procédé diminue aussi l'inspiration et la vitalité des dessins des animateurs. D'après Frank Thomas et Olly Johnston, les animateurs ont dû dessiner plus lentement et avec assez d'attention pour que les assistants n'aient plus qu'à faire des modifications mineures avant d'envoyer les dessins à l'encrage. Les films ont donc un style plus linéaire et graphique, sans opposition entre les personnages et éléments de décors, différent du rendu basé sur les tons de couleurs des précédentes productions.
Pour Les 101 Dalmatiens, l'usage de la xérographie a permis aux animateurs d'être plus libres et de se concentrer sur la principale substance du film, le développement des personnages et l'histoire,. Toutefois d'après Allan, Walt Disney n'était pas enthousiaste envers le procédé même s'il lui permettait de faire des économies par rapport aux précédentes productions. Thomas et Johnston ajoutent que Walt avait le sentiment que les films manquaient de la délicatesse et du soin des films d'avant-guerre, sentiment partagé par le public. Pour Barrier, c'est cette surabondance de lignes que Walt ne supportait pas. Malgré l'unité graphique, le procédé ne permettait pas de donner un accent de réalisme.
Pierre Lambert mentionne que le studio a dû fermer le département des traceurs dirigé par Becky Falberg, les personnes employées à reprendre les dessins des animateurs et à préparer le layout. Une centaine de personnes ont dû chercher un nouvel emploi, certains ont intégré le département des encrages, d'autres le département xérographie et d'autres quittèrent le studio. Pour J. P. Telotte, le film marque le début d'une période faste pour le studio Disney durant toute la décennie des années 1960, égalant les majors du cinéma, avant d'entamer un lent déclin.

### Présence de la télévision
Le film est le premier à se situer dans une époque contemporaine de sa production. La scène des chiots qui regardent les aventures d'Ouragan (Thunderbolt en VO) à la télévision fait écho aux situations similaires des enfants américains, avec par exemple la série Rintintin (1954-1959). Cette émission pour la jeunesse est même sponsorisée, et comporte une publicité pour Kanine Krunchies, la marque de croquettes pour chiens partenaire de l'émission. Mark Pinsky note que la présence de ce poste de télévision rend la famille heureuse, surtout les plus jeunes, une forme de message social et commercial.
Quand Tibs arrive au manoir pour secourir les petits dalmatiens, ces derniers regardent à la télévision un extrait de la Silly Symphony Springtime (1929) dans la scène où les chiots regardent la télévision. Leonard Maltin indique qu'il s'agit  Des arbres et des fleurs (1932) mais il commet une erreur, reprise par Marc Pinsky. C'est en tout cas une première dans les longs métrages du studio. Enfin dans la scène suivante, ils regardent un jeu télévisé intitulé Quel est mon crime ? (What's My Crime ?), une parodie de l'émission What's My Line? dans laquelle les candidats sont l'inspecteur Graves, Miss Birdwell, M. Simpkins et le Percival Fauncewater. Pour Allan c'est une satire contemporaine de la télévision, critique issue du livre original de Dodie Smith, une référence sociale qui est nouvelle pour Disney.
D'autres éléments montrent une forme de passé proche avec par exemple l'utilisation d'actualités récentes lors de la pré-production. Jasper et Horace se cachent lors de leur première apparition derrière des exemplaires du Daily Mail sur lequel on peut lire « Fantastic Boom. English girl in Italian jail. » et « Pinky Misses. » Quand les bandits parlent au téléphone à Cruella, le titre sur la première page du journal que tient Horace est « Carlsen speaks » (« Carlsen parle »), accompagné d'une photo de navire en train de couler. Ce titre fait référence à Henrik Kurt Carlsen, le capitaine du Flying Enterprise, un cargo qui avait fait naufrage dans l'océan Atlantique en janvier 1952. Le décor de Regent's Park à Londres propose des éléments contemporains tels que les bancs, les grilles et l'éclairage public donnant le sentiment d'un Londres réel. Ces éléments sont renforcés par la campagne anglaise sous la neige, notamment le Suffolk, avec une lumière douce similaire à celles des artistes britanniques de la Royal Watercolour Society.

### Un thème récurrent des studios
Plusieurs des éléments développés durant le film ont par la suite été réutilisés dans d'autres productions de Disney.
Durant la production du film Les Aventures de Bernard et Bianca (1977), Cruella d'Enfer a été envisagée pour jouer le rôle de la méchante car elle correspondait au concept de méchante, caricature d'une mauvaise femme et plus proche d'un dessin que d'une vraie personne mais un nouveau personnage nommé Médusa a été créé par Ken Anderson, animateur qui avait participé à la conception de Cruella. Pour Leonard Maltin, le principe de créer des personnages typiquement d'animation sans rechercher une forme de réalisme a fait longtemps défaut aux productions Disney des années 1960 et 1970, jusqu'à la sortie des Aventures de Bernard et Bianca.
La scène humoristique du film basée sur le concept de « tel chien, tel maître » a été réutilisée dans le film Quatre Bassets pour un danois (1966) durant une scène d'exhibition canine. David Whitley note que le prochain film ayant des animaux pour héros n'utilisera plus d'animaux domestiques, mais des animaux sauvages, Le Livre de la jungle (1967).
Le principe scénaristique des jeunes animaux kidnappés et sauvés par des adultes avec le concours d'amis ou d'autres espèces a été repris presque intégralement quelques années plus tard pour Les Aristochats (1970). Les Aristochats parvient toutefois selon Michael Barrier, avec sa propre atmosphère, son charme et son humour, à s'éloigner assez des 101 Dalmatiens pour ne pas donner l'impression d'être une copie. Le lieu d'évolution des personnages, Londres, a été repris pour Basil, détective privé (1986) mais dans un autre style graphique. Pour Douglas Brode, le décor du vieux Londres est un « décor favori de Disney qui sert de catalyseur pour les idées émergentes de l'Amérique des années 1960. »

## Adaptations et produits dérivés
Poursuivant le principe entamé avec Blanche-Neige, le studio a publié l'histoire du film sous la forme de bandes dessinées. La plus ancienne publication est un comic strip publié du 1er janvier au 26 mars 1961 avec un scénario de Frank Reilly, des dessins de Bill Wright, Chuck Fuson et Floyd Gottfredson et l'encrage par Bill Wright et Manuel Gonzales. Elle a été republiée dans le magazine Walt Disney Showcase en août 1972.
Un court-métrage éducatif, 101 Dalmatians: A Lesson in Self-Assertion (1981), a été réalisé par les studios Disney et traite de l'imposition de ses souhaits.
Le film a été l'objet d'un remake et de plusieurs suites :
- un long-métrage en prises de vue réelles Les 101 Dalmatiens (1996) avec Glenn Close en Cruella ;
- une série télévisée d'animation Les 101 Dalmatiens, la série (1997-1998) ;
- un second long-métrage en prises de vue réelles, les 102 Dalmatiens en 2000 dans lequel Glenn Close s'adjoint les services d'un couturier français interprété par Gérard Depardieu ;
- un second long-métrage d'animation a aussi été réalisé, Les 101 Dalmatiens 2 : Sur la trace des héros, sorti en 2003.
- un troisième long-métrage en prise de vue réelles, Cruella sorti en 2021, qui est un spin-off centré sur le parcours de Cruella et de sa jeunesse; elle est interprétée par Emma Stone.

La sortie du remake de 1996 et de la série en animation a donné lieu à la sortie d'un jeu vidéo Les 101 Dalmatiens : Escape from DeVil Manor (1997).
Dans le jeu vidéo Kingdom Hearts, le monde des dalmatiens a été complètement détruit ; les seuls résidents qui restent du manoir de Traverse Town sont Pongo et Perdita. Les chiots sont emprisonnés à l'intérieur de coffres à trésor dispersés dans tous les mondes. Chaque fois qu'un joueur sauve un groupe de chiots, Pongo et Perdita lui donnent une récompense.
Dans la série Les Simpson de Matt Groening, l'épisode « Une portée qui rapporte » parodie Les 101 Dalmatiens : le chien de la famille se trouve une compagne, et ensemble ils donnent naissance à une dizaine de chiots. Puis un soir, ceux-ci se font enlever par monsieur Burns, qui veut se faire un manteau avec leur fourrure. Heureusement, Bart et Lisa parviennent à les sauver.
Dans le jeu mobile Fallout Shelter, le joueur peut recevoir un dalmatien nommé "Pongo" qui, une fois associé à un résident, augmente la probabilité d'avoir des jumeaux de 75%.